# ثلاثي أسيتات السليولوز
ثلاثي أسيتات السليولوز (بالإنجليزية: Cellulose triacetate)‏ أو يعرف أيضا بثلاثي السليولوز، تصنع من السليولوز والأسيتات. يستخدم هذا البوليمر في صناعة ألياف النسيج والرقائق (فيلم). وهو يشبه كيميائيًا أسيتات السليولوز مع فارق في الخواص وفق تعريف مفوضية التجارة الفيدرالية، فثلاثي أسيتات السليولوز يجب أن يحتوي «92 بالمئة من مجموعات الهيدروكسيل الوظيفية مؤستل». وأثناء تصنيع ثلاثي الأسيتات يؤستل السليولوز بكامله، في حين أن أسيتات السليولوز النظامي أو ثنائي أسيتات السليولوز يؤستل جزئيًا. وثلاثي أسيتات السليولوز أكثر مقاومة للحرارة من أسيتات السليولوز.